# Luca Montuori
Pour les articles homonymes, voir Montuori.
Luca Montuori (Avellino, 18 février 1859 - Gênes, 8 mars 1952) est un général, homme politique et sénateur italien, qui se distingue pendant la guerre italo-turque et prend ensuite part à la Première Guerre mondiale, où il commande successivement les 10e et 4e divisions. A la tête du XXe corps d'armée, il prend part à la bataille du Mont Ortigara avant d'assurer le commandement intérimaire de la 2e armée à la veille de la bataille de Caporetto. En 1918, il prend le commandement de la 6e armée, qu'il dirige pendant la bataille du Solstice, et dans la bataille de Vittorio Veneto.

## Biographie
Il est né à Avellino le 18 février 1859, fils de Nicola et Tommasina Soldutti. Entré à la Regia Accademia Militare di Artiglieria e Genio (Académie royale militaire d'artillerie et de génie) de Turin le 1er octobre 1878 (à l'âge de 19 ans), il est breveté sous-lieutenant (sottotenente)  d'artillerie deux ans plus tard. En 1889, il fréquente l'École de guerre, puis entre à l'État-major général pour compléter sa formation d'officier d'infanterie.

Il devient major (maggiore) en 1898, à la tête du 2e bataillon du 57e régiment d'infanterie "Abruzzi", et participe à la répression des révoltes de Milan sous le commandement du général Fiorenzo Bava Beccaris. Pour cette action, il est décoré de la médaille d'argent de la valeur militaire. En décembre 1901, il est promu lieutenant-colonel (tenente colonnello), d'abord affecté à l'Institut géographique militaire de Florence, puis professeur de logistique à l'École de guerre. Au début de 1907, il devient attaché militaire à l'ambassade d'Italie à Berlin, et le 3 février de la même année, il est promu au grade de colonel (colonnello). Il retourne à l'état-major général et prend le commandement du 50e régiment d'infanterie "Parma" en 1910. En 1911, au début de la guerre italo-turque, son unité part pour la Tripolitaine (Libye). 

En juin 1912, il est promu général de division (maggior generale) et, à la tête de la brigade mixte, il participe à la bataille de Zanzur (8 juin 1912), se distinguant particulièrement bien pour être décoré de la croix de chevalier de l'Ordre militaire de Savoie. En 1913, il prend part à la bataille d'Assaba et à l'avancée ultérieure sur Nalut. De retour en Italie en 1914, il devient d'abord commandant de la brigade de Pise, puis de la IIIe brigade alpine et enfin, au début de 1915, de l'École de guerre.

### Première Guerre mondiale
Le 24 mai de la même année, le royaume d'Italie entre en guerre et il part au front comme commandant de la brigade de Parme, poste qu'il occupe jusqu'au 3 juin. En ces premiers jours du mois, il est promu au rang de lieutenant général (tenente generale) et prend le commandement de la 10e division engagée à Cadore, dans le secteur Padola-Visdende. Le 1er décembre, il prend le commandement de la 4e division engagée dans la conquête sanglante du Monte Sabotino. Le 23 mai 1916, il prend le commandement du XXe corps d'armée, déployé dans le secteur de le Plateau de Sette Comuni, où il reste jusqu'en août 1917. Au cours de ces mois, il participe, entre autres, à la bataille du Monte Piana et à la bataille du Mont Ortigara, étant décoré d'une deuxième médaille d'argent de la valeur militaire et du titre de Commandeur de l'Ordre militaire de la Savoie.
Le 23 août 1917, il prend le commandement du IIe corps d'armée engagé sur le Karst, est légèrement blessé à Bainsizza et participe ensuite à la neuvième bataille de l'Isonzo. Le 12 octobre, il prend le commandement intérimaire de la 2e armée, en remplacement du général Luigi Capello, tombé malade et contraint à l'hôpital. Malgré sa maladie, le général Capello continua à exercer un commandement presque indépendant du sien; le désaccord entre les deux fut l'une des causes de la défaite ultérieure à Caporetto. L'obéissance aveugle aux ordres du général Cadorna dans les phases cruciales de l'offensive austro-allemande a conduit son unité à subir de très lourdes pertes tant en termes de nombre que de moral. L'absence de dénonciation des responsabilités du général Pietro Badoglio, commandant du XXVIIe corps d'armée lui vaut le soutien du nouveau commandant suprême, le général Armando Diaz, qui lui confie le commandement de la 6e armée positionnée sur le Plateau de Sette Comuni. Au cours de l'année 1918, il se distingue notamment lors de la bataille du Solstice, et en octobre, lors de la bataille de Vittorio Veneto.

### Les dernières années de sa carrière
Après la guerre, il entre au Conseil de l'Armée le 21 janvier 1923 et est promu général d'armée (generale d'armata) deux jours plus tard, poursuivant sur sa lancée le 20 mai 1928 lorsqu'il est nommé sénateur du royaume d'Italie, prêtant serment à cet effet le 4 juin de la même année. Lorsque l'Italie, à la suite de l'armistice du 8 septembre 1943 (armistice  de Cassibile), se rend aux Anglo-Américains, il rejoint la République sociale italienne, le gouvernement que Mussolini avait créé dans le nord de l'Italie.
Pour cette raison même, l'effondrement définitif du fascisme coïncide avec la fin de sa carrière politique : il est en effet déclaré déchu par la Haute Cour de Justice pour les Sanctions contre le Fascisme (Alta corte di giustizia per le sanzioni contro il fascismo) le 31 juillet 1945, et son recours est rejeté le 22 juillet 1948. Il meurt à Gênes le 8 mars 1952.

## Décorations honorifiques

### Décorations italiennes
« Au cours de l'offensive autrichienne du Trentin, avec une direction avisée et une énergie de fer, il arrêta l'avancée pressante de l'ennemi vers le Val di Brenta, réussit à dominer la situation et à passer, selon les intentions supérieures, à la contre-offensive (5-15 juin 1916). Il la mène avec une activité infatigable et agressive, conquérant d'importantes positions sur le bord nord de l'Altipiano, d'où il menace d'envelopper l'adversaire, le faisant reculer (15-24 juin 1916). »
« Commandant de l'armée des Altipiani, composée de troupes interalliées, il a fait preuve d'une grande habileté, d'une prudente énergie et d'une admirable clairvoyance, d'abord en préparant et en organisant les moyens et les efforts, ensuite en pressant l'ennemi avec élan et audace dans la manœuvre écrasante qui a détruit la résistance ennemie et assuré la victoire (mars-novembre 1918). »
« Pour le courage et l'énergie dont il a fait preuve à la tête de deux compagnies de son bataillon, en repoussant victorieusement plus d'un millier d'émeutiers armés qui tentaient d'attaquer le poste de police de la Via Napo Torriani, sauvant ainsi les agents de la sécurité publique et le drapeau de la troupe qui y étaient stationnés et qui auraient certainement été submergés. Milan, le 6 mai 1898. »
« Lors de l'attaque de la hauteur de Quota 188, près d'Oslavia, qu'il dirigea personnellement, il se plaça à la tête de la brigade Granatieri di Sardegna, privée de son commandant, la menant vaillamment dans l'assaut victorieux. Quota de colline 188 (nord-est d'Oslavia), 20 novembre 1915. »
« En tant que commandant du corps d'armée, sur le plateau de Bainsizza, il parcourait quotidiennement les tranchées de la ligne de front pour superviser, fournir et animer tout le monde dans sa foi, son activité et son esprit de sacrifice, il a été touché au bras mais n'a pas quitté son commandement. Vallone di Chiappovano, 12 septembre 1917. Au pont de Priula, bien que blessé à nouveau, il n'a pas abandonné ses troupes jusqu'à ce qu'il ait vu les derniers arrière-gardes sains et saufs : un exemple splendide pour tous de bravoure et d'un sens élevé et constant du devoir. »
- Croix du Mérite de la guerre
- Croix d'or pour ancienneté dans le service militaire pour les officiers ayant 25 ans de service.
- Médaille commémorative de la guerre italo-turque 1911-1912
- Médaille du mérite mauricien pour dix années de service militaire
- Médaille commémorative de la guerre italo-autrichienne 1915-1918
- Médaille interalliée 1914-1918
- Médaille commémorative de l'Unité italienne
- Chevalier de l'ordre de la Couronne d'Italie - 26 décembre 1897
- Officier de l'ordre de la Couronne d'Italie - 2 juin 1910
- Commandeur de l'ordre de la Couronne d'Italie - 7 décembre 1912
- Grand officier de l'ordre de la Couronne d'Italie - 31 mai 1917
- Chevalier de grand-croix de l'ordre de la Couronne d'Italie - 27 décembre 1918
- Chevalier de l'ordre des Saints-Maurice-et-Lazare - 30 mai 1907
- Officier de l'ordre des Saints-Maurice-et-Lazare - 29 mai 1913
- Commandeur de l'ordre des Saints-Maurice-et-Lazare - 1er juin 1918
- Grand officier de l'ordre des Saints-Maurice-et-Lazare - 7 décembre 1922
- Chevalier de grand-croix de l'ordre des Saints-Maurice-et-Lazare - 11 février 1926

### Décorations étrangères
- Chevalier de 3e classe de l'ordre de l'Aigle rouge (Allemagne) - 5 juin 1902